# Steve Spurrier
Stephen Orr Spurrier, detto Steve (Miami Beach, 20 aprile 1945), è un ex giocatore di football americano e allenatore di football americano statunitense che ha militato nel ruolo di quarterback nei San Francisco 49ers e nei Tampa Bay Buccaneers della National Football League. Al college giocò a football all'Università della Florida vincendo il prestigioso Heisman Trophy, il premio riservato al miglior giocatore universitario dell'anno.

## Carriera da giocatore
I San Francisco 49ers scelsero Spurrier come terzo assoluto nel Draft NFL 1967. Spurrier vi rimase per nove stagioni, giocando principalmente come punter e come quarterback di riserva per John Brodie. Nel 1976 fu scambiato con la neonata franchigia dei Tampa Bay Buccaneers con cui disputò un'ultima stagione. La sua migliore gara come quarterback professionista la disputò contro i Minnesota Vikings nel 1973, quando completò 31 passaggi su 48 per 320 yard. Nei suoi dieci di carriera nella NFL, Spurrier disputò 106 partite, passando 6.878 yard e 40 touchdown.
Il 9 gennaio 2017 Spurrier divenne la quarta persona nella storia ad essere introdotta nella College Football Hall of Fame sia come giocatore come allenatore.

## Palmarès

### Giocatore
- Heisman Trophy (1966)
- First-team All-American: 2

1965, 1966
- College Football Hall of Fame (classe del 1956)

### Allenatore
- Campione NCAA: 1

Florida Gators: 1996
- ACC Championship: 1

Duke Blue Devils: 1989
- SEC Championship: 6

Florida Gators: 1991, 1993, 1994, 1995, 1996, 2000
- SEC Eastern Division Championship: 8

Florida Gators: 1992, 1993, 1994, 1995, 1996, 1999, 2000,
South Carolina Gamecocks: 2010
- College Football Hall of Fame (classe del 2017)